# Заветная мечта (премия)
«Заветная мечта» — российская национальная премия в области детской литературы. Учреждена в 2005 году Детским благотворительным фондом «Заветная мечта». Вручалась с 2006 по 2009 год. Книги-победители бесплатно передавались детским библиотекам. Целью премии было «найти и представить широкому кругу читателей … наиболее яркие, увлекательные, этически и эстетически значимые художественные прозаические произведения».
Премия вручалась в номинациях:
- Большая премия (за роман, сборник повестей и/или рассказов, созданный для детей)
- Малая премия (за повесть или рассказ для детей)
- Приз симпатий Литературного совета

Впоследствии появились дополнительные премии «За лучшее произведение о современной жизни детей и подростков, об их отношениях с миром взрослых», «За литературный дебют», «За самое смешное произведение», «За лучшую книгу в жанре научной фантастики или фэнтези», «За лучший детский детектив» и «За лучшее произведение о животных и живой природе».

## Жюри и Литературный совет
Литературный совет, в состав которого входили литературные критики, журналисты-обозреватели, специалисты по детской литературе, библиотекари и детские писатели, готовил список номинантов (шорт-лист). Председателем литературного совета был Михаил Бутов.
Книги и рукописи из шорт-листа рассматривало жюри. В первом сезоне членами жюри были Владислав Крапивин, Марина Москвина, Александр Гаврилов, Борис Грачевский и два школьника — Дмитрий Жихаревич и Виктория Мызгина. В состав жюри второго сезона вошли Юрий Энтин, Людмила Улицкая, главный редактор газеты «Библиотека в школе» Ольга Громова и лауреат первого сезона в номинации «За литературный дебют» Наталья Успенская.
Возглавляли жюри в разные годы Марина Москвина, Григорий Остер и Эдуард Успенский.

Не знаю, оживёт ли эта затея, — её спонсировала фирма, которая занимается недвижимостью. Премия просуществовала три года, дала возможность издателям опубликовать очень много хороших книг, а провинциальным авторам — заработать. Кризис спутал все карты… — Эдуард Успенский

## Лауреаты
2006
В первом сезоне на конкурс поступило 2296 работ, среди которых было 217 романов, 691 повесть, 466 сборников рассказов и 757 рассказов, от авторов из России, Австрии, Азербайджана, Белоруссии, Великобритании, Германии, Дании, Израиля, Италии, Казахстана, Канады, Киргизии, Латвии, Литвы, Молдавии, Нидерландов, США и Украины. Награждено и отмечено пятнадцать книг и рукописей.
- Большая премия
  - Фред Адра «Лис Улисс»
  - Борис Минаев «Детство Лёвы»
- Малая премия
  - Екатерина Мурашова
  - Николай Назаркин
  - Владимир Поляков «Олух царя небесного»
  - Виктор Серов
  - Ахат Мушинский,
  - Наталья Менжунова «Ложкарёвка-интернэшнл и её обитатели»

Дополнительные премии:
Андрей Жвалевский и Игорь Мытько — за роман «Здесь вам не причинят никакого вреда» (премия «За самое смешное произведение»).
2007

Итоги подведены, и основная цель премии, похоже, достигнута — у читательского сообщества появилось стойкое ощущение, что отечественная детская литература живет, в ней появляются новые имена, которые стоит запомнить. — Майя Кучерская Среди хороших не обнаружили лучшего 
- Большая премия
  - Илья Боровиков «Горожане солнца», роман (рукопись)
  - Дина Сабитова за повесть (рукопись) «Цирк в шкатулке»

Дополнительные премии:
- - Сергей Донцов «Эллинские древности» сборник (рукопись)
  - Леонид Саксон «Аксель и Кри в потустороннем замке», роман (рукопись)
  - Евгений Маерс «Лосева и Коровина», роман (рукопись)
  - Сергей Могилевцев «Путешествие в страну Ничто», сборник
  - Эдуард Веркин «Место снов», роман
  - Валерий Роньшин «Детский садик № 13»
  - Алекс Кноллис «Когда сверкнёт зелёный луч», роман (рукопись)
  - Владимир Благов «Сфинкс», роман (рукопись)
  - Светлана Лаврова за книгу «Кошка до вторника» в номинации «За самое смешное произведение».[12]

2008
На конкурс поступило около 1,5 тысячи произведений от авторов из России, Украины и Белоруссии, но и из США, Канады, Швейцарии, Грузии, Киргизии, Эстонии. 43 произведения вошли в шорт-лист.
- Большая премия:
  - Первое место: Марина Аромштам за роман «Когда отдыхают ангелы» и Эдуард Веркин за роман «Кошки ходят поперёк»
  - Второе место: Олег Раин за рукопись романа «Слева от Солнца»
  - Третье место: Екатерина Мурашова за роман «Гвардия тревоги».
- Малая премия: Дмитрий Верещагин («Первая любовь»), Станислав Востоков («Президент и его министры»), Линор Горалик («Мартин не плачет»), Андрей Жвалевский и Евгений Пастернак из Белоруссии («Откуда взялся Дед Мороз и почему он никуда не денется»), Сергей Переляев (сборники «Когда мы гуляли по бензозаправке», «Индийское кино»), Анастасия Хижнякова («Книжка»). Помимо денежного приза лауреатам вручили статуэтки в виде бабочки.

Дополнительные премии: Вениамин Кисилевский, Мария Романова, Наталья Николаева, Валерий Роньшин, Владимир Кузьмин, Наталья Соломко.
2009
В короткий список премии вошло 24 произведения.
- Большая премия:
  - I место — Марина и Сергей Дяченко: «Ключ от королевства», «Слово Оберона», «У зла нет власти» трилогия (книга)[14]
  - II место — Эдуард Веркин: «Мертвец», повесть (рукопись)
  - III место — Тимофей Юргелов: «Жёлтый, Серый, Анджела Дэвис, Вулкан и другие», повесть (рукопись)
- Малая премия
  - I место — Юлия Кузнецова: «Выдуманный жучок», повесть (рукопись)
  - II место — Илга Понорницкая: «Наша Земля — дышит», сборник (рукопись)
  - III место — Сергей Седов: «Сказки Детского мира», сборник (книга)
- Приз симпатий литературного совета — Юрий Нечипоренко: «Волнуемое море», сборник (рукопись)
- Специальный приз членов детского жюри и Хихуса: Павел Калмыков: «Ветеран Куликовской битвы или Транзитный современник», повесть (книга)[15]